# Марк Ледюк
Марк Ледюк (англ. Mark Leduc; 4 травня 1962 — 22 липня 2009) — канадський професійний боксер, срібний призер Олімпійських ігор 1992.

## Аматорська кар'єра
Почав займатися боксом в дванадцять років. У віці 20 років був засуджений за напад на ювелірний магазин. Після звільнення в 1988 році продовжив займатися боксом.
На Олімпійських іграх 1972 завоював срібну медаль.
- В 1/16 фіналу переміг Годфрі Вакаабу (Уганда) — 9-2
- В 1/8 фіналу переміг Діллона Карью (Гаяна) — 5-0
- В 1/4 фіналу переміг Лаїд Бунеб (Алжир) — 8-1
- В 1/2 фіналу переміг Леонарда Дорофтей (Румунія) — 13-6
- У фіналі програв Ектору Вінент (Куба) — 1-11

## Професіональна кар'єра
Впродовж 1993 року провів п'ять боїв, в яких здобув чотири перемоги і програв в останньому бою за вакантний титул чемпіона Канади в першій напівсередній вазі.